# Ali Turki
Ali Turki (in arabo علي تركي‎?; Doha, 10 gennaio 1982) è un ex cestista qatariota.

## Carriera
Con il Qatar ha disputato i Campionati mondiali del 2006 e sei edizioni dei Campionati asiatici (2003, 2005, 2007, 2009, 2011, 2013).